# Ivo Tartaglia
Ivo Tartaglia (5. února 1880 – 3. dubna 1949) byl jugoslávský politik, starosta Splitu a bán Přímořské bánoviny.
Tartaglia se narodil v roce 1880 ve Splitu. Vyrůstal ve šlechtické rodině s dalmatskými italskými kořeny.
V roce 1925 se zasloužil o vybudování železnice v Lice, která spojila tehdejší hlavní jugoslávský přístav Split s pevninou. Královská vláda v té době výstavbu železnic nefinancovala. Tartaglia získal pro podporu projektu podnikatele a spořitelny. Za jeho úřadování byla otevřena ve městě zoologická zahrada, rozšířeno a modernizováno letiště a vybudována meteorologická stanice. Tartaglia byl banem Přímořské Banoviny od 9. října 1929 do června 1932. Pod jeho vedením bylo iniciováno nemálo projektů, např. výstavba nemocnic v Biogradu, odvodňování mokřadů, modernizace zemědělství atd.
Byl znám jako mecenáš, milovník umění, bibliofil a sběratel. Dne 29. května 1928 rozhodla splitská radnice o zřízení Galerie výtvarného umění, ale pro nedostatek finančních prostředků byla galerie otevřena až 1. prosince 1931 (jako Galerie výtvarného umění Přímořské bánoviny). Tartaglijův odkaz rozšířil sbírky galerie o více než 300 děl.
V červnu 1948 byl Tartaglia spolu s dalšími osobami postaven před soud ve Splitu na základě obvinění, že vyjadřoval proitalské názory a jinak podkopával vládu lidové Jugoslávie (DFJ). Byl odsouzen k sedmi letům nucených prací, navíc na dva roky ztratil občanská práva a byl mu zabaven veškerý majetek. Tartaglia zemřel v roce 1949 v Lepoglavské věznici.